# Al-Ziyarah (nahija)
Nahija Al-Ziyarah (ar. ناحية الزيارة)  je sirijska nahija u okrugu Al-Suqaylabiyah u pokrajini Hama. Po popisu iz 2004. (prije rata), nahija je imala 38.872 stanovnika. Administrativno sjedište je u naselju Al-Ziyarah.